# Luigi Russolo
Luigi Russolo (Portogruaro, 30 de abril de 1885 - 4 de febrero de 1947) fue un  pintor futurista, compositor italiano, y autor del manifiesto El arte de los ruidos (1913). 

## Biografía
Luigi Russolo nació en Portogruaro, una pequeña villa al norte de Venecia el 30 de abril de 1885 (algunas fuentes señalan que nació el 1 de mayo de 1885). Su familia se muda después a Milán, pero él se queda con una tía en Portogruaro hasta terminar el ginnasio (secundaria). A los 16 se une de nuevo a su familia en Milán y continúa con sus estudios en pintura; de 1901 a 1909 trabaja como pintor. Estudió violín y órgano con su padre, quien era un organista amateur. Sus hermanos mayores, Antonio y Giovanni, habían regresado del conservatorio de Bologna, y a diferencia de estos, Russolo fue un novato en el conocimiento de la música. Incluso su carrera en las artes visuales es poco conocida ya que fue diseñador de vestuario para teatro, restaurador de pinturas renacentistas y grabador independiente.

### Carrera artística
Suele ser considerado como el primer compositor de música experimental noise de la historia por sus "conciertos de ruidos" de 1913-1914, y una vez terminada la Primera Guerra Mundial, de París en 1921. También es uno de los primeros teóricos de la música electrónica.
Al comienzo de su carrera empleó una técnica divisionista, y sus temas giraban en torno a la ciudad y la civilización industrial. Entre sus obras más significativas destaca Los Relámpagos de 1909-10. En 1910 firmó el Manifiesto Futurista y tuvo una participación activa en este grupo, se une a los pintores Umberto Buccioni y Carlo Carrà para formar un grupo el cual se inspira y sigue los ideales de la corriente literaria de Filippo Tommaso Marinetti. Aunque sus pinturas no tuvieron un amplio impacto, su música y sus instrumentos para hacer ruidos contribuyeron significativamente al movimiento futurista. 

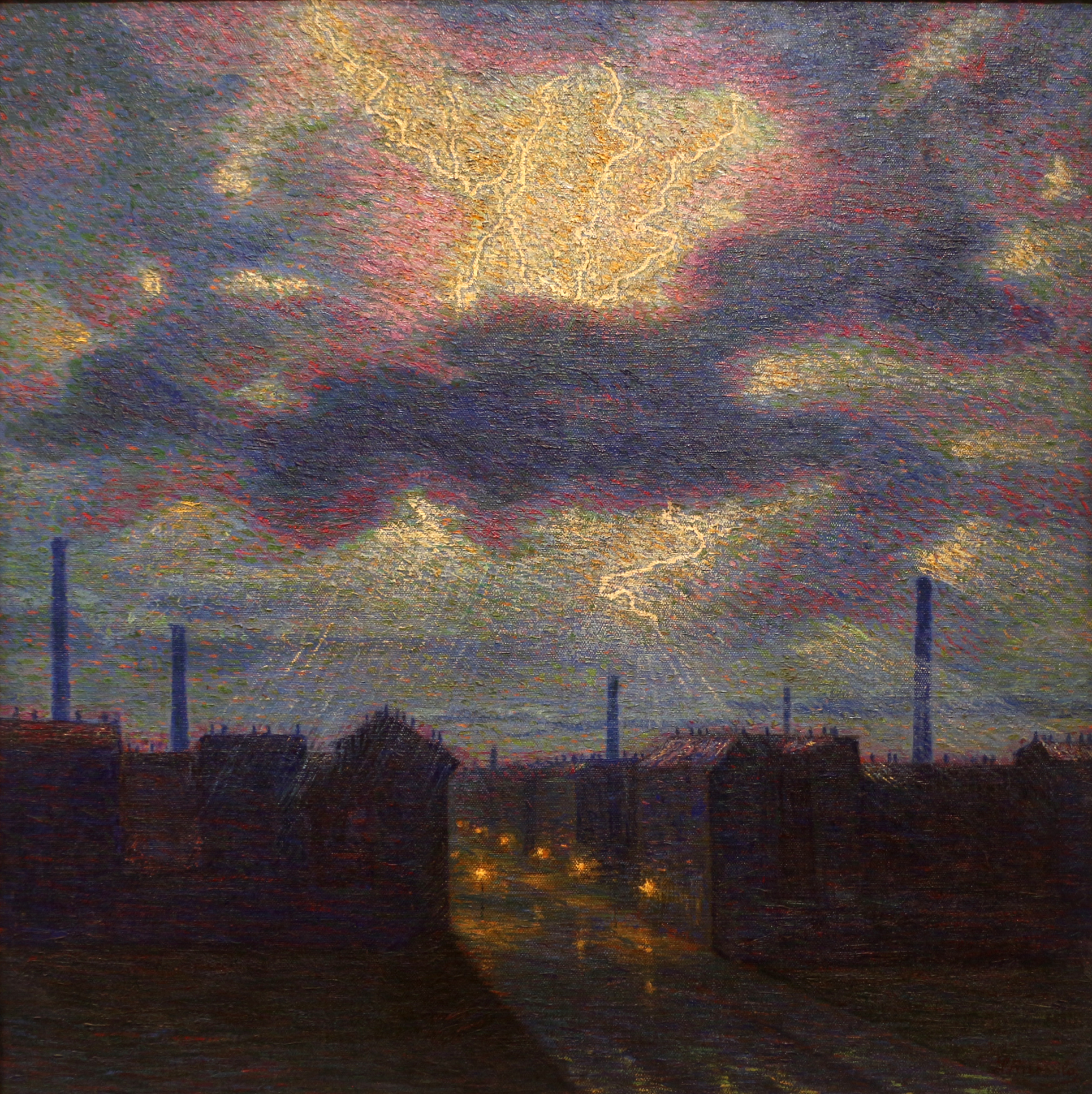
Relámpagos (1910), Galleria d'Arte Moderna, Roma

En marzo de 1913 dirige su carrera en mayor medida a la música gracias a su manifiesto El arte de los ruidos inventó una máquina de ruido llamada Intonarumori o "entonador de ruidos", que fue duramente criticada en la época. Dentro del grupo de pintores no era el más talentoso pero sí el más entusiasta; al final de El arte de los ruidos se lee: “Más audaz que lo que un músico puede ser, sin importar mi aparente incompetencia y convencido de que la audacia tiene todos los derechos y posibilidades he sido capaz de crear la renovación de la música a través del arte de los sonidos”. Esta convicción lo llevará durante los siguientes veinte años, a través de la Primera Guerra Mundial y los convulsos eventos culturales de los años veinte, a las salas de concierto de Londres y París, a conocer e impresionar a los músicos más reconocidos de su época como Stravinski, Varèse, Ravel y Honegger, hasta que su sueño se ve truncado al no poder ser capaz de manufacturar sus instrumentos, los Intonarumori, con alcance global terminando por convertirse en un místico errante.
La primera demostración de los intonarumori fue en el teatro Stocci en Modena, el 2 de junio de 1913, solo tres meses después de la publicación de “El arte de los ruidos”. Según Russolo este único intonarumori producía un sonido similar al del interior de un motor de combustión interna. Sus instrumentos debían ser capaces de emitir sonidos que pudieran tener divisiones menores a los semitonos y cuartos de tonos. El primer concierto fue en el teatro dal Verme en Milán, el 21 de abril de 1914; tiempos después publica dos artículos teóricos en Lacerba, el primero “Conquista total dell’enarmonismo mediante gl’intonarumori futuristi” y el segundo “il manifesto tecnico”. Luigi Russolo enlista 6 categorías para los instrumentos de una orquesta futurista: retumbos, silbidos, susurros, gritos, sonidos percusivos, las voces humanas y animales. Después de la publicación del manifiesto futurista, los comentarios en los periódicos variaron entre la admiración por la innovación de los futuristas y escépticos con respecto a la factibilidad de convertir los sonidos de la ciudad en música.

## Obra

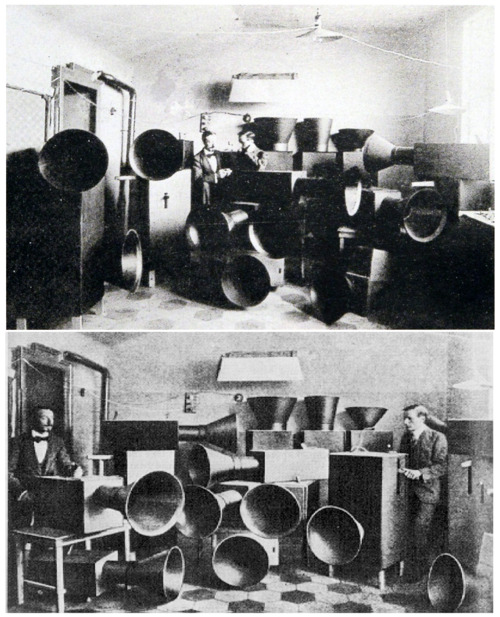
Russolo, Piatti y los intonarumori

Dentro del ámbito anglo-americano Luigi Russolo tiene la imagen de un “compositor, pintor e inventor”, su obra como compositor se ha demeritado en comparación a la creación de sus intonarumori (instrumentos de ruido), también su visión estética y sus actividades como pintor. Resulta irónico que su “música del futuro” sea ahora considerada irrevocablemente a la música del pasado. Raymond Fearn apunta que gran parte de la música de este periodo ha quedado a merced del campo de la arqueología musical, las únicas pistas acerca del trabajo compositivo de Russolo son los primeros siete compases de su Il risveglio di una città (el despertar de la ciudad; 1913-1914) las máquinas que se utilizaban para tocar esta pieza fueron destruidas durante la Segunda Guerra Mundial. La pérdida de las composiciones de Russolo ha provocado una distorsión al entendimiento de su obra, y ha abierto el campo a la especulación y teorización más acorde a los registros escritos, como cartas y ensayos. Esta combinación de los registros escritos y los fragmentos de su obra generan una discordancia entre la tradición y las nuevas oportunidades que ofrece la visión del futurismo, la cual quizá no sea una aproximación tan acertada a la que tenía Russolo originalmente.
- Serenata per intonarumori e strumenti 1920
- Il risveglio di una città 1913
- Gorgogliatore
- Ronzatore
- Ululatore
- Crepitatore

## Legado
A pesar de la poca cantidad de personas que conocen y han leído los ensayos de Russolo cabe resaltar la importancia dentro de la música del siglo XX, en estos ensayos se va esbozando el concepto de lo que después conoceremos como musique concrète utilizado por compositores como Pierre Schaeffer y John Cage, las ideas de Russolo han influenciado de distintas formas a individuos y movimientos posteriores. Su reconocimiento como inventor en París se vio retrasada hasta su partida de esa ciudad, él participó con su rumorarmonio (armonio de ruido) para musicalizar algunos filmes. Su arte de los ruidos: un manifiesto futurista comparte numerosas similitudes con la fundación y el manifiesto del futurismo de Filippo Tommaso Marinetti publicado en le figaro (20 de febrero de 1909).
A Russolo se le llega a considerar como un excéntrico, él busca en ampliar la variedad del timbre en los instrumentos, el uso de sonidos hechos por animales, sonidos hechos por personas o por las industrias modernas.

### Discografía
- Música Futurista: The Art Of Noises, Salon records. 2004.[6]